# Oekraïense Onafhankelijkheidsoorlog
De Oekraïense Onafhankelijkheidsoorlog (Oekraïens: Українська революція Oekraïnska revoljoetsiya) was een reeks militaire conflicten waarbij Oekraïense nationalisten, anarchisten, bolsjewieken, de Centrale mogendheden (Duitse Keizerrijk en Oostenrijk-Hongarije), het Russische Witte Leger en troepen van de Tweede Poolse Republiek elkaar bestreden om de controle over het grondgebied van het hedendaagse Oekraïne, na de Februarirevolutie in het Russische Keizerrijk. Ook was er een interventie van buitenlandse troepen, in het bijzonder Frankrijk en Roemenië. De strijd duurde van februari 1917 tot maart 1921 en resulteerde in de splitsing van Oekraïne tussen de bolsjewistische Oekraïense SSR, Polen en Roemenië. Het conflict wordt vaak gezien in het kader van de Russische Burgeroorlog en de laatste fase van de Eerste Wereldoorlog.